# Дорида (океанида)
Дори́да (др.-греч. Δωρίς) — в древнегреческой мифологии океанида, дочь титанов Океана и Тефиды. Жена Нерея, мать пятидесяти (или ста) нереид, в том числе Фетиды. Сестра трёх тысяч океанид и трёх тысяч речных богов.
В честь Дориды назван астероид «Дорида», открытый в 1857 году.